# Lumbricillus colpites
Lumbricillus colpites är en ringmaskart som först beskrevs av Stephenson 1932.  Lumbricillus colpites ingår i släktet Lumbricillus och familjen småringmaskar. Inga underarter finns listade i Catalogue of Life.